# Hexatoma tonkinensis
Hexatoma tonkinensis är en tvåvingeart som beskrevs av Alexander 1941. Hexatoma tonkinensis ingår i släktet Hexatoma och familjen småharkrankar.
Artens utbredningsområde är Vietnam. Inga underarter finns listade i Catalogue of Life.